# Изотермическая поверхность
Изотермическая поверхность — поверхность, линии кривизны которой образуют изотермическую сеть. 

## Примеры
Изотермическими поверхностями являются 
- квадрики,
- поверхности вращения,
- поверхности постоянной средней кривизны и, в частности, 
  - минимальные поверхности.

## Свойства
- Инвариантный признак изотермической поверхности — градиентность чебышевского вектора сети линий кривизны.
- Для каждой изотермической поверхности определяется с точностью до гомотетии другая изотермическая поверхность, находящаяся с первой в конформном соответствии Петерсона.
- Инверсия пространства сохраняет класс изотермической поверхности.